# 访问局部性
访问局部性（英語：Locality of reference）指的是在计算机科学领域中应用程序在访问内存的时候，倾向于访问内存中较为靠近的值。
访问局部性分为两种基本形式，一种是时间局部性，另一种是空间局部性。时间局部性指的是，程序在运行时，最近刚刚被引用过的一个内存位置容易再次被引用，比如在调取一个函数的时候，前不久才调取过的本地参数容易再度被调取使用。空间局部性指的是，最近引用过的内存位置以及其周边的内存位置容易再次被使用。空间局部性比较常见于循环中，比如在一个数列中，如果第3个元素在上一个循环中使用，则本次循环中极有可能会使用第4个元素。第三種為循序區域性。
局部性是出现在计算机系统中的一种可预测行为。系统的这种强访问局部性，可以被用来在处理器内核的指令流水线中进行性能优化，如缓存，内存预读取以及分支预测。